# Хайнрих II фон Арберг
Хайнрих II фон Арберг (на немски: Heinrich II von Arberg; на латински: Henricus de Arberg Burgravus Coloniensis; * пр. 1166; † сл. 1197) от род Арберг е бургграф на Кьолн (1166/67 – 1197).

## Произход
Той е син на граф Герхард фон Арберг († сл. 1188), господар на Аремберг и бургграф на Кьолн (1159 – 1166/67).

## Фамилия
Хайнрих II фон Арберг се жени за Мехтилд фон Сайн († сл. 1187), дъщеря на граф Еберхард I фон Сайн († сл. 1176) и Кунигунда фон Изенбург († сл. 1178). Те имат децата: 
- Еберхард фон Аренберг († ок. 28 септември 1230), бургграф на Кьолн (1200 – 1218), женен за Аделхайд фон Молзберг († 20 април 1220), дъщеря на Анселм III фон Молзберг († 1206); няма деца
- Ото фон Капенщайн († сл. 1220), женен за Кунигунда († сл. 1217); баща на:
  - Хайнрих III фон Арберг († 1255), бургграф на Кьолн (1220 – 1252)
  - Герхард фон Вилденбург, господар на Хелпенщайн († сл. 1276)

Хайнрих II фон Арберг има и два незаконни сина:
- Бруно фон Арберг († сл..1237), приор в „Св. Куниберт“ в Кьолн
- Арнолд фон Арберг, приор в Цайц